# Böhmerwaldplatz (métro de Munich)
Böhmerwaldplatz (en allemand : U-Bahnhof Böhmerwaldplatz) est une station de la ligne U4 du métro de Munich. Elle est située à proximité de la Böhmerwaldplatz, sous la Richard-Strauss-Straße dans le secteur de Bogenhausen, à Munich en Allemagne. Elle dessert notamment la zone résidentielle du Parkstadt Bogenhausen (de).
Mise en service en 1988, elle est desservie par les rames de la ligne U4 du métro.

## Situation sur le réseau

Plan du métro (2020).

Établie en souterrain, Böhmerwaldplatz est une station de passage de la ligne U4 du métro de Munich. elle est située entre la station Prinzregentenplatz en direction du terminus ouest Westendstraße, et la station Richard-Strauss-Straße, en direction du terminus Arabellapark.
Elle dispose d'un quai central encadré par les deux voies de la ligne U4,.

## Histoire
La station Böhmerwaldplatz est mise en service le 27 octobre 1988. La station est construite de manière que le futur (construit 20 ans plus tard) tunnel Richard-Strauss (de) soit édifié entre elle et la surface, sans engendrer de modification à sa structure. Située en courbe, elle dispose d'une rangée de piliers, recouverts de tôle peinte en vert fif, s'élargissent vers le haut, stylisant une rangée d'arbre. En contraste, les murs en arrière des voies sont carrelés en bleue turquoise. Le plafond est en béton apparent peint du même ton bleu.

## Services aux voyageurs

### Accès et accueil
Située en souterrain, suivant un axe nord-est sud-ouest, elle dispose de trois bouches. Au sud, l'une comprend un escalier fixe et deux escaliers mécaniques et l'autre un escalier fixe et un escalier mécanique, elles permettent de rejoindre la mezzanine sud d'ou une relation avec le quai est équipée d'un escalier fixe et de deux escaliers mécaniques. Au nord l'unique bouche est équipée d'un escalier fixe et d'un escalier mécanique, elle permet de rejoindre la petite mezzanine nord également en lien avec la surface par un ascenseur. La relation avec le quai s'effectue par un escalier fixe et un escalier mécanique. Située en zone M, la station dispose d'automates pour l'achat de titres de transports.

Installations
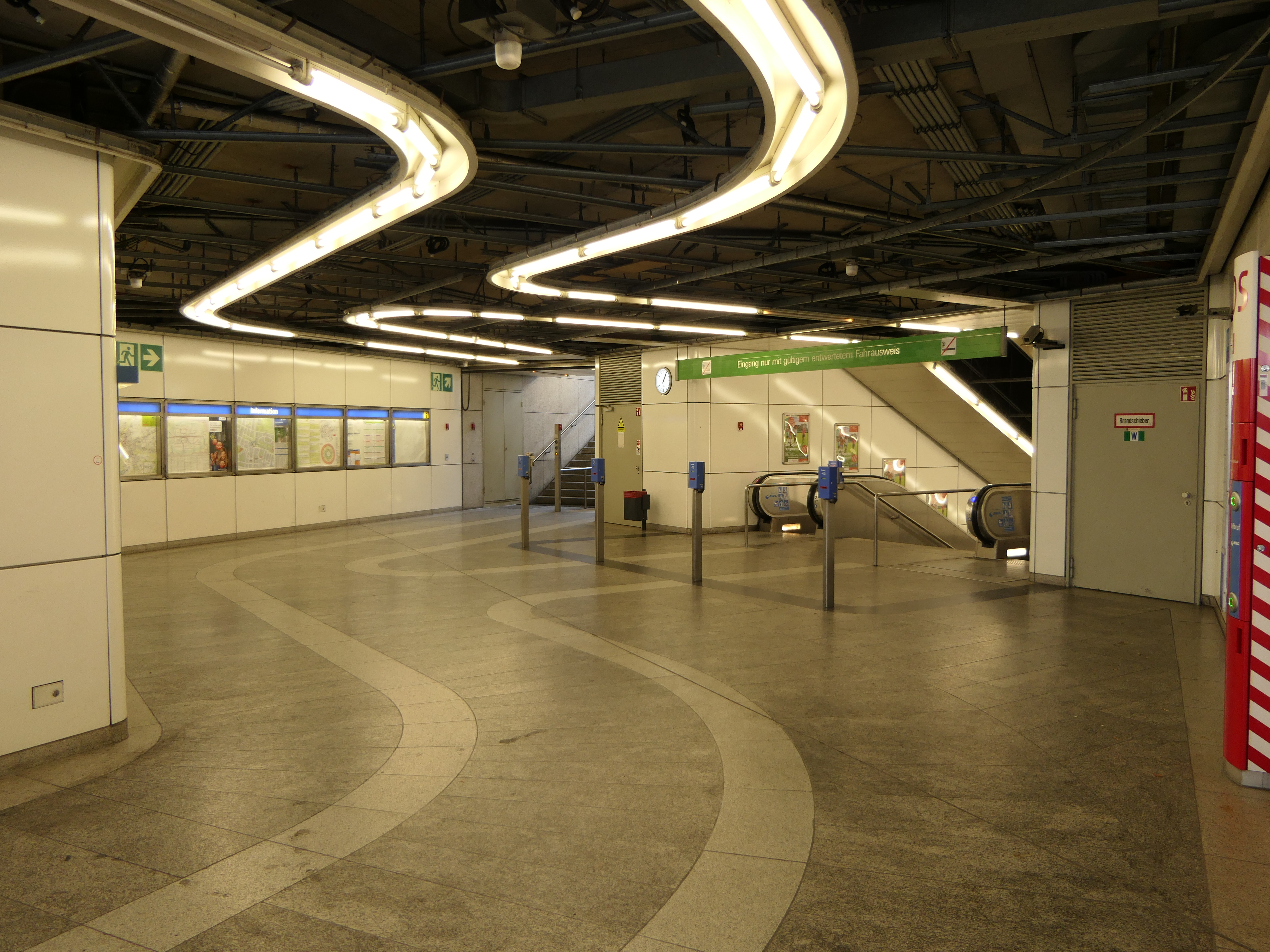
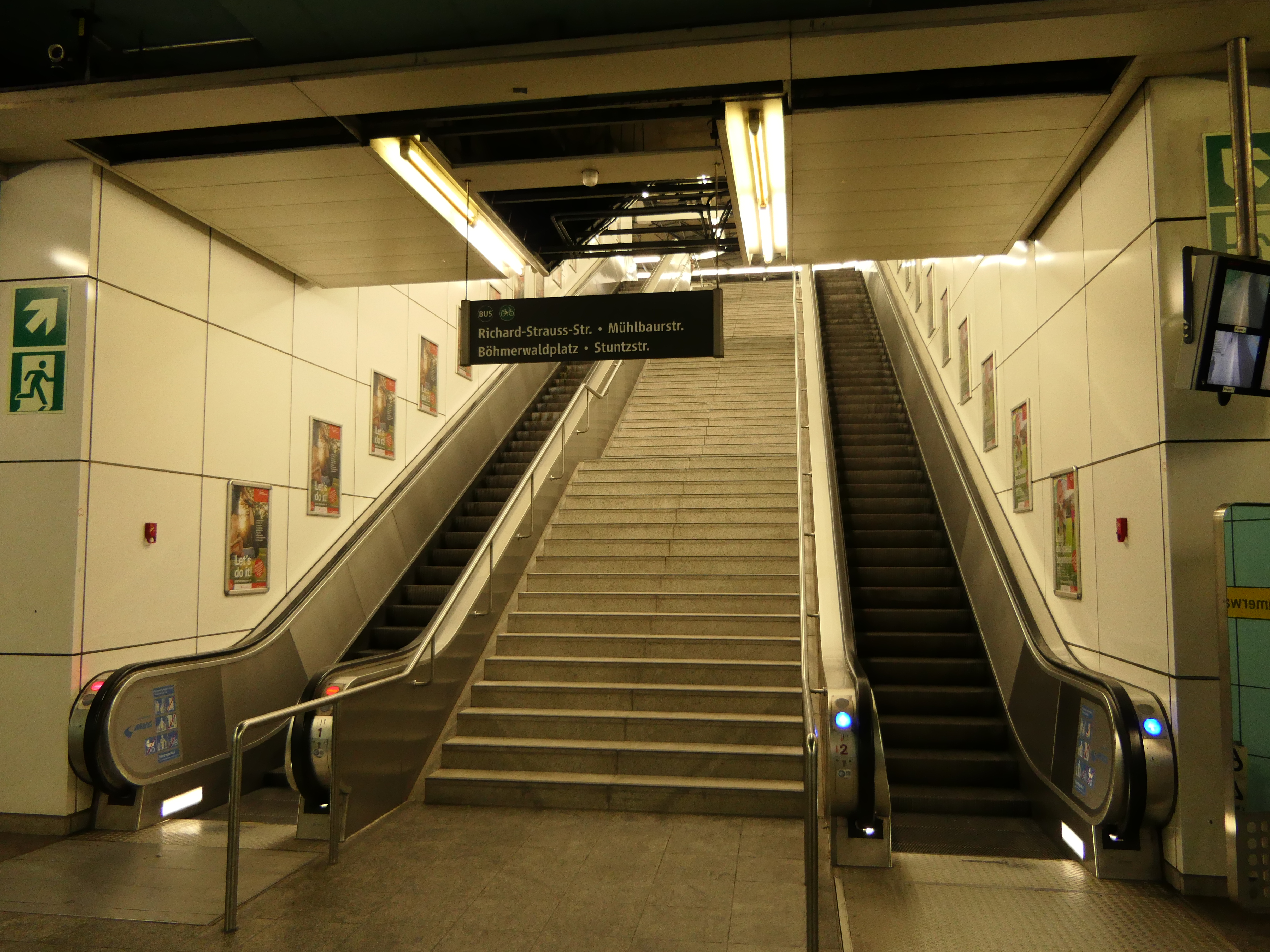
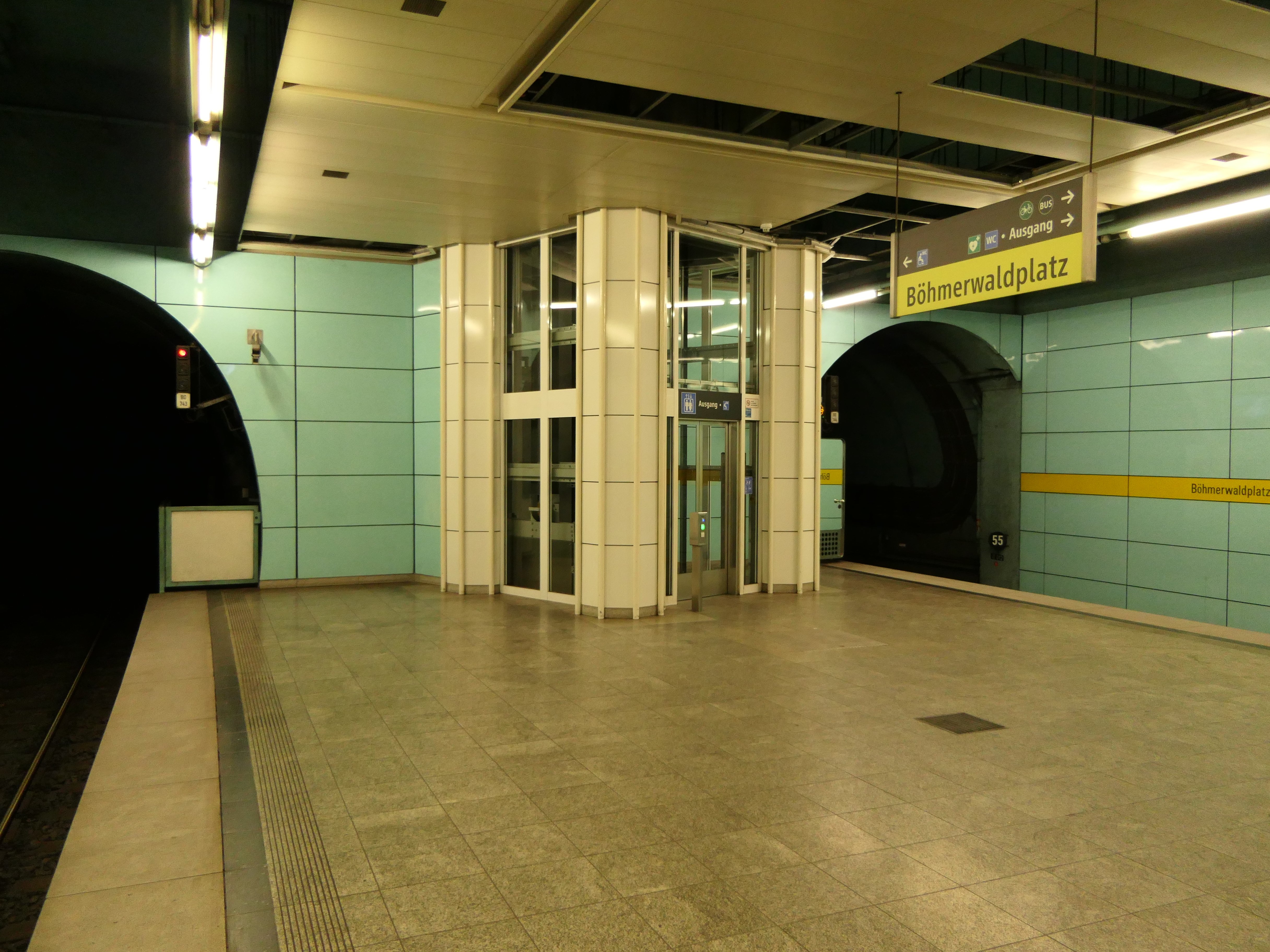

### Desserte
Böhmerwaldplatz est desservie par les rames de la ligne U4 du métro de Munich.

### Intermodalité
Au sud deux arrêts de bus, situés à proximité, sont desservis par la ligne 59 et une station de vélos en location libre service est également présente.

## À proximité
- Parkstadt Bogenhausen (de)